# Liste des codes postaux canadiens débutant par G
| Flag of Canada | Codes postaux canadiens |    |    |    |    |    |    |    |    |    |    |    |    |    |    |       |    |
| \| NL \| NS \| PE \| NB \| QC \| QC \| QC \| ON \| ON \| ON \| ON \| ON \| MB \| SK \| AB \| BC \| NU/NT \| YT \| \| A \| B \| C \| E \| G \| H \| J \| K \| L \| M \| N \| P \| R \| S \| T \| V \| X \| Y \| |                         |    |    |    |    |    |    |    |    |    |    |    |    |    |    |       |    |
| NL | NS                      | PE | NB | QC | QC | QC | ON | ON | ON | ON | ON | MB | SK | AB | BC | NU/NT | YT |
| A | B                       | C  | E  | G  | H  | J  | K  | L  | M  | N  | P  | R  | S  | T  | V  | X     | Y  |

## Est duQuébec- 139RTA
| G1A Québec Gouvernement du Québec (Colline parlementaire)                                    | G2A Québec (Loretteville nord)                                                                  | G3A Saint-Augustin-de-Desmaures                                                     | G4A Clermont                            | G5A La Malbaie                       | G6A Saint-Georges Nord-ouest                                | G7A Lévis (Saint-Nicolas)      | G8A Saguenay (Jonquière ouest)                              | G9A Trois-Rivières Sud             |
| G1B Québec (Sainte-Thérèse-de-Lisieux)                                                       | G2B Québec (Loretteville sud) (Des Châtels nord) (Neufchâtel-Est–Lebourgneuf ouest) Wendake sud | G3B Lac-Beauport                                                                    | G4B Non assigné                         | G5B Port-Cartier                     | G6B Lac-Mégantic Frontenac                                  | G7B Saguenay (La Baie)         | G8B Alma Sud-est                                            | G9B Trois-Rivières (Pointe-du-Lac) |
| G1C Québec (Vieux-Moulin nord) (Saint-Michel) (Chutes-Montmorency nord)                      | G2C Québec (Des Châtels sud) (Duberger–Les Saules nord) (Neufchâtel-Est–Lebourgneuf ouest)      | G3C Stoneham-et-Tewkesbury Lac-Delage                                               | G4C Non assigné                         | G5C Baie-Comeau (Hauterive)          | G6C Lévis (Pintendre)                                       | G7C Non assigné                | G8C Alma Sud-ouest                                          | G9C Trois-Rivières Nord-ouest      |
| G1E Québec (Vieux-Moulin sud) (Vieux-Bourg) (Chutes-Montmorency sud)                         | G2E L'Ancienne-Lorette Québec (Aéroport nord-est) (Duberger–Les Saules ouest)                   | G3E Québec (Saint-Émile)                                                            | G4E Non assigné                         | G5E Non assigné                      | G6E Sainte-Marie                                            | G7E Non assigné                | G8E Alma Nord                                               | G9E Non assigné                    |
| G1G Québec (Orsainville) (Trait-Carré nord) (Des Jésuites nord)                              | G2G Québec (Aéroport) Saint-Augustin-de-Desmaures (Parc Industriel)                             | G3G Québec (Lac-Saint-Charles)                                                      | G4G Non assigné                         | G5G Non assigné                      | G6G Thetford Mines Saint-Jean-de-Brébeuf                    | G7G Saguenay (Chicoutimi nord) | G8G Métabetchouan- Lac-à-la-Croix                           | G9G Non assigné                    |
| G1H Québec (Trait-Carré sud) (Des Jésuites sud) (Saint-Rodrigue)                             | G2H Non assigné                                                                                 | G3H Pont-Rouge                                                                      | G4H Non assigné                         | G5H Mont-Joli Saint-Joseph-de-Lepage | G6H Black Lake Irlande                                      | G7H Chicoutimi Est             | G8H Roberval                                                | G9H Bécancour                      |
| G1J Québec (Maizerets) (Lairet est) (Vieux-Limoilou est)                                     | G2J Québec (Neufchâtel-Est–Lebourgneuf est)                                                     | G3J Québec (Val-Bélair nord)                                                        | G4J Non assigné                         | G5J Amqui                            | G6J Lévis (Saint-Étienne- de-Lauzon)                        | G7J Chicoutimi Ouest           | G8J Saint-Prime La Doré                                     | G9J Non assigné                    |
| G1K Québec (Saint-Roch) (Saint-Sauveur est) (Vieux-Québec basse ville)                       | G2K Québec (Neufchâtel-Est–Lebourgneuf centre)                                                  | G3K Québec (Val-Bélair sud)                                                         | G4K Non assigné                         | G5K Non assigné                      | G6K Lévis (Saint-Rédempteur)                                | G7K Chicoutimi Sud-ouest       | G8K Saint-Félicien                                          | G9K Non assigné                    |
| G1L Québec (Vieux-Limoilou ouest) (Lairet ouest)                                             | G2L Québec (Bourg-Royal)                                                                        | G3L Saint-Raymond                                                                   | G4L Non assigné                         | G5L Rimouski Centre                  | G6L Plessisville (Ville) Plesssville (Paroisse) Princeville | G7L Non assigné                | G8L Dolbeau- Mistassini Saint-Stanislas                     | G9L Non assigné                    |
| G1M Québec (Vanier) (Duberger–Les Saules est)                                                | G2M Québec (Notre-Dame-des-Laurentides est)                                                     | G3M Donnacona                                                                       | G4M Non assigné                         | G5M Rimouski (Pointe-au-Père)        | G6M Non assigné                                             | G7M Non assigné                | G8M Albanel Normandin                                       | G9M Non assigné                    |
| G1N Québec (Saint-Sauveur ouest) (Duberger–Les Saules sud-est) (Cité-Universitaire nord-est) | G2N Québec (Notre-Dame-des-Laurentides ouest)                                                   | G3N Sainte-Catherine-de- la-Jacques-Cartier Fossambault-sur-le-Lac Lac-Saint-Joseph | G4N Non assigné                         | G5N Rimouski Sud-ouest               | G6N Non assigné                                             | G7N Laterrière                 | G8N Hébertville                                             | G9N Shawinigan Centre              |
| G1P Québec (Duberger–Les Saules ouest) (Cité-Universitaire nord-ouest)                       | G2P Non assigné                                                                                 | G3P Non assigné                                                                     | G4P Non assigné                         | G5P Non assigné                      | G6P Victoriaville Central                                   | G7P Saint-Ambroise             | G8P Chibougamau                                             | G9P Shawinigan Sud-est             |
| G1R Québec (Vieux-Québec haute ville) (Saint-Jean-Baptiste) (Montcalm est)                   | G2R Non assigné                                                                                 | G3R Non assigné                                                                     | G4R Sept-Îles Sud-est Uashat-Maliotenam | G5R Rivière-du-Loup                  | G6R Victoriaville Sud-Ouest Saint-Christophe-d'Arthabaska   | G7R Non assigné                | G8R Non assigné                                             | G9R Shawinigan Nord-ouest          |
| G1S Québec (Montcalm ouest) (Saint-Sacrement) (Sillery est)                                  | G2S Non assigné                                                                                 | G3S Shannon                                                                         | G4S Sept-Îles Nord-ouest                | G5S Non assigné                      | G6S Victoriaville Est                                       | G7S Jonquière Nord-est         | G8S Non assigné                                             | G9S Non assigné                    |
| G1T Québec (Sillery ouest)                                                                   | G2T Non assigné                                                                                 | G3T Non assigné                                                                     | G4T Les Îles-de-la- Madeleine           | G5T Dégelis                          | G6T Victoriaville Nord-ouest                                | G7T Jonquière Sud-est          | G8T Trois-Rivières (Cap-de-la- Madeleine) Centre et Sud-est | G9T Shawinigan (Grand-Mère)        |
| G1V Québec (Cité-Universitaire sud) (Saint-Louis nord)                                       | G2V Non assigné                                                                                 | G3V Non assigné                                                                     | G4V Sainte-Anne- des-Monts              | G5V Montmagny                        | G6V Lévis Centre (Nord-est)                                 | G7V Non assigné                | G8V Trois-Rivières (Cap-de-la- Madeleine) Nord-est          | G9V Non assigné                    |
| G1W Québec (Saint-Louis sud) (Pointe-de-Sainte-Foy sud) (Plateau sud)                        | G2W Non assigné                                                                                 | G3W Non assigné                                                                     | G4W Matane                              | G5W Non assigné                      | G6W Lévis Centre (Sud-ouest)                                | G7W Non assigné                | G8W Trois-Rivières (Cap-de-la- Madeleine) Ouest             | G9W Non assigné                    |
| G1X Québec (Plateau nord) (Pointe-de-Sainte-Foy nord) (Cap-Rouge nord) (Aéroport sud-est)    | G2X Non assigné                                                                                 | G3X Non assigné                                                                     | G4X Gaspé                               | G5X Beauceville                      | G6X Lévis (Charny)                                          | G7X Jonquière Centre           | G8X Non assigné                                             | G9X La Tuque La Bostonais          |
| G1Y Québec (Cap-Rouge sud)                                                                   | G2Y Non assigné                                                                                 | G3Y Non assigné                                                                     | G4Y Non assigné                         | G5Y Saint-Georges Centre             | G6Y Lévis (Breakeyville)                                    | G7Y Jonquière Sud-ouest        | G8Y Trois-Rivières Nord-ouest                               | G9Y Non assigné                    |
| G1Z Non assigné                                                                              | G2Z Non assigné                                                                                 | G3Z Baie-Saint-Paul                                                                 | G4Z Baie-Comeau (Baie-Comeau)           | G5Z Saint-Georges Sud-est            | G6Z Lévis (Saint-Jean- Chrysostome)                         | G7Z Jonquière Nord-ouest       | G8Z Trois-Rivières Centre                                   | G9Z Non assigné                    |

### Rural
| G0A Capitale-Nationale 1A0: Sainte-Christine-d'Auvergne 1E0: Beaupré 1H0: Boischatel 1L0: Cap-Santé 1N0: Château-Richer 1S0: Deschambault 1W0: Grondines 1X0: L'Isle-aux-Coudres 2A0: La Baleine 2J0: Lac-Sergent 2K0: L'Ange-Gardien 2L0: Petite-Rivière-Saint-François 2M0: Les Éboulements 2R0: Neuville 2Y0: Portneuf 3A0: Rivière-à-Pierre 3B0: Saint-Alban 3C0: Sainte-Anne-de-Beaupré 3G0: Saint-Basile 3J0: Saint-Bernard-sur-Mer 3K0: Sainte-Brigitte-de-Laval 3L0: Saint-Casimir 3P0: Sainte-Famille 3R0: Saint-Ferréol-les-Neiges 3S0: Saint-François-de-l'Île-Orléans 3T0: Saint-Gilbert 3V0: Saint-Hilarion 3W0: Saint-Jean-de-l'Île-d'Orléans 3X0: Saint-Joachim-de-Montmorency et Saint-Louis-de-Gonzague-du-Cap-Tourmente 3Y0: Saint-Joseph-de-la-Rive 3Z0: Saint-Laurent-de-l'Île-d'Orléans 4A0: Saint-Léonard-de-Portneuf 4B0: Saint-Marc-des-Carrières 4C0: Sainte-Pétronille 4E0: Saint-Pierre-de-l'Île-d'Orléans 4H0: Saint-Thuribe 4J0: Saint-Tite-des-Caps 4K0: Saint-Urbain-de-Charlevoix 4L0: Saint-Ubalde 4S0: Saint-Gabriel-de-Valcartier 4V0: Wendake 4Z0: Courcelette | G0B Non assigné | G0C Gaspésie-Sud 1A0: Barachois 1C0: New Richmond 1E0: Bonaventure 1G0: Cap-d'Espoir 1H0: Caplan 1J0: Carleton 1K0: Chandler 1L0: Pointe-à-la-Croix 1N0: Escuminac 1P0: Gascons 1T0: Cascapédia–Saint-Jules 1V0: Grande-Rivière 1W0: Grande-Rivière-Ouest 1X0: L'Alverne 1Y0: Maria 1Y1: Gesgapegiag 1Z0: New Carlisle 2A0: Newport 2B0: New Richmond 2E0: Nouvelle 2G0: Nouvelle-Ouest 2H0: Pabos 2J0: Pabos Mills 2K0: Paspébiac et Hope 2L0: Percé 2M0: Pointe-à-la-Garde 2N0: Port-Daniel 2R0: Listuguj 2V0: Saint-Alphonse-de-Caplan 2W0: Saint-Elzéar-de-Bonaventure 2X0: Saint-Georges-de-Malbaie 2Y0: Saint-Jogues 2Z0: Saint-Omer 3A0: Saint-Siméon-de-Bonaventure 3B0: Sainte-Thérèse-de-Gaspé 3C0: Saint-Godefroi 3C1: Hope Town 3E0: Shigawake 3G0: Val-d'Espoir | G0E Gaspésie-Nord 1C0: Cap-au-Renard 1G0: Cloridorme 1K0: Grande-Vallée 1L0: Gros-Morne 1P0: Madeleine-Centre 1R0: Manche-d'Épée 1S0: Marsoui 1T0: Mont-Louis 1V0: Mont-Saint-Pierre 1W0: Murdochville 1Y0: Petite-Vallée 1Z0: Rivière-à-Claude 2B0: Rivière-Madeleine 2C0: Ruisseau-à-Rebours 2E0: L'Anse-Pleureuse 2H0: La Martre | G0G Côte-Nord et Anticosti 1A0: Aguanish 1B0: Baie-Johan-Beetz 1C0: Blanc-Sablon 1E0: Brador 1G0: Chevery 1H0: Clarke City 1J0: Fermont 1L0: Gallix 1M0: Gethsemani 1N0: Harrington Harbour 1P0: Havre-Saint-Pierre 1R0: L'Île-Michon 1S0: Kegaska 1T0: La Tabatière 1V0: Longue-Pointe-de-Mingan 1W0: Lourdes-de-Blanc-Sablon 1X0: Magpie 1Z0: Middle Bay 2B0: Moisie 2C0: Mutton Bay 2E0: Natashquan 2G0: Old Fort Bay 2L0: Rivière-au-Tonnerre 2N0: Rivière-Saint-Jean 2P0: Rivière-Saint-Paul 2R0: Saint-Augustin-Saguenay 2T0: Schefferville 2V0: Sheldrake 2W0: Tête-à-la-Baleine 2Y0: Port-Menier 2Z0: Kawawachikamach |
| G0H Manicouagan 1A0: Baie-Trinité 1B0: Pessamit 1C0: Chute-aux-Outardes 1E0: Franquelin 1G0: Godbout 1H0: Les Buissons 1M0: Pointe-aux-Outardes 1N0: Pointe-Lebel 1P0: Colombier 1R0: Rivière-Pentecôte 1S0: Ragueneau | G0J Gaspésie-Ouest 1A0: Albertville 1C0: Baie-des-Sables 1E0: Cap-Chat 1G0: Cap-Chat-Est 1H0: Capucins 1J0: Causapscal 1K0: Grosses-Roches 1M0: Lac-au-Saumon 1N0: Lac-Humqui 1P0: La Rédemption 1R0: L'Ascension-de-Patapédia 1S0: Métis-sur-Mer 1T0: Les Méchins 1V0: Matapédia et Ristigouche-Partie-Sud-Est 1X0: Padoue 1Z0: Price et Grand-Métis 2A0: Routhierville 2B0: Saint-Adelme 2C0: Saint-Alexandre-des-Lacs 2E0: Saint-Alexis-de-Matapédia 2G0: Saint-André-de-Restigouche 2H0: Sainte-Angèle-de-Mérici 2J0: Saint-Damase-de-Matapédia 2K0: Sainte-Félicité 2L0: Sainte-Flavie 2M0: Sainte-Florence 2N0: Saint-François-d'Assise 2P0: Sainte-Irène-de-Matapédia 2R0: Saint-Jean-de-Cherbourg 2T0: Sainte-Jeanne-d'Arc-de-Matane 2V0: Saint-Léandre 2W0: Saint-Léon-le-Grand 2Y0: Sainte-Marguerite-Marie 2Z0: Saint-Moïse 3A0: Saint-Noël 3B0: Saint-Octave 3C0: Sainte-Paule 3E0: Saint-René-de-Matane 3G0: Saint-Tharcisius 3H0: Saint-Ulric 3J0: Saint-Vianney 3K0: Sayabec 3L0: Val-Brillant 3N0: Saint-Cléophas | G0K Bas-Saint-Laurent-Est 1A0: Esprit-Saint 1B0: La Trinité-des-Monts 1C0: Les Hauteurs 1H0: Saint-Anaclet 1K0: Saint-Charles-Garnier 1L0: Saint-Donat 1M0: Saint-Gabriel-de-Rimouski 1P0: Sainte-Luce 1R0: Saint-Marcellin 1S0: Saint-Narcisse-de-Rimouski 1T0: Biencourt 1V0: Lac-des-Aigles 1W0: Saint-Guy | G0L Bas-Saint-Laurent-Ouest 1A0: Auclair 1B0: Rimouski (Le Bic) 1E0: Témiscouata-sur-le-Lac (Cabano) 1G0: Cacouna 1J0: Pohénégamook 1K0: Notre-Dame-des-Sept-Douleurs 1L0: L'Isle-Verte 1M0: Kamouraska 1P0: Ladrière 1S0: Lejeune 1T0: Saint-Marc-du-Lac-Long 1V0: Lots-Renversés 1W0: Mont-Carmel 1X0: Témiscouata-sur-le-Lac (Notre-Dame-du-Lac) 1Y0: Notre-Dame-du-Portage 1Z0: Packington 2B0: Rivière-Bleue 2C0: Rivière-Ouelle 2E0: Rivière-Trois-Pistoles (Notre-Dame-des-Neiges) 2G0: Saint-Alexandre-de-Kamouraska 2H0: Saint-André-de-Kamouraska 2J0: Saint-Antonin 2K0: Saint-Arsène 2L0: Saint-Athanase 2M0: Saint-Bruno-de-Kamouraska 2N0: Saint-Clément 2P0: Saint-Cyprien 2R0: Saint-Denis-De La Bouteillerie 2V0: Saint-Éloi 2W0: Saint-Elzéar-de-Témiscouata 2X0: Saint-Épiphane 2Y0: Saint-Eusèbe 2Z0: Saint-Fabien 3B0: Sainte-Françoise 3C0: Saint-François-Xavier-de-Viger 3E0: Saint-Gabriel-de-Kamouraska 3G0: Saint-Germain-de-Kamouraska 3J0: Sainte-Hélène-de-Kamouraska 3K0: Saint-Honoré-de-Temiscouata 3L0: Saint-Hubert-de-Rivière-du-Loup 3M0: Saint-Jean-de-Dieu 3N0: Saint-Jean-de-la-Lande 3P0: Saint-Joseph-de-Kamouraska 3R0: Saint-Juste-du-Lac 3S0: Saint-Louis-du-Ha! Ha! 3T0: Saint-Mathieu-de-Rioux 3V0: Saint-Médard 3W0: Saint-Modeste 3X0: Saint-Pacôme 3Y0: Saint-Pascal 3Z0: Saint-Paul-de-la-Croix 4A0: Saint-Philippe-de-Néri 4B0: Saint-Pierre-de-Lamy 4C0: Saint-Simon-de-Rimouski 4E0: Saint-Valérien-de-Rimouski 4G0: Sainte-Rita 4H0: Squatec 4K0: Trois-Pistoles | G0M Région de Beauce 1B0: Saint-Martin 1C0: Courcelles 1G0: La Guadeloupe et Saint-Hilaire-Dorset 1H0: Lambton 1J0: Saint-Côme–Linière 1K0: Notre-Dame-des-Pins et Saint-Simon-les-Mines 1L0: Saint-Alfred 1M0: Sainte-Aurélie 1N0: Saint-Benjamin 1P0: Saint-Benoît-Labre 1R0: Saint-Éphrem-de-Beauce 1S0: Saint-Évariste-de-Forsyth 1T0: Saint-Gédéon-de-Beauce 1V0: Saint-Honoré-de-Shenley 1W0: Saint-Ludger 1X0: Saint-Philibert 1Y0: Saint-Prosper-de-Dorchester 1Z0: Saint-René 2A0: Saint-Théophile 2B0: Saint-Victor 2C0: Saint-Zacharie 2E0: Saint-Robert-Bellarmin                                                 |
| G0N Chaudière-Sud 1B0: Saint-Joseph-de-Coleraine et Saint-Julien 1C0: Sainte-Clotilde-de-Beauce 1E0: Disraeli (Ville) et Disraeli (Paroisse) 1E1: Sainte-Praxède 1E2: Saint-Jacques-le-Majeur-de-Wolfeston 1G0: East Broughton et Sacré-Cœur-de-Jésus 1H0: East Broughton Station 1J0: Saint-Jacques-de-Leeds 1K0: Kinnear's Mills 1M0: Saint-Adrien-d'Irlande 1N0: Saint-Ferdinand 1P0: Saint-Frédéric 1R0: Saint-Jules 1S0: Adstock 1T0: Saint-Pierre-de-Broughton 1V0: Saint-Sévérin-de-Beauce 1X0: Tring-Jonction | G0P Centre-du-Québec-Est 1A0: Ham-Nord 1A1: Saints-Martyrs-Canadiens 1B0: Saint-Norbert-d'Arthabaska 1C0: Notre-Dame-de-Ham 1G0: Saint-Fortunat 1H0: Sainte-Hélène-de-Chester 1J0: Chesterville 1K0: Saint-Pierre-Baptiste 1L0: Sainte-Sophie-d'Halifax 1M0: Saint-Valère | G0R Appalaches 1A0: Armagh 1B0: Saint-Cyprien-des-Etchemins 1C0: Beaumont 1E0: Berthier-sur-Mer 1G0: Buckland 1H0: Cap-Saint-Ignace 1L0: Saint-Luc-de-Bellechasse 1M0: Frampton 1N0: Honfleur 1P0: L'Isle-aux-Grues 1S0: Lac-Etchemin 1T0: Lac-Frontière 1W0: La Durantaye 1X0: L'Islet 1Y0: Sainte-Justine 1Z0: La Pocatière 2A0: Sainte-Anne-de-la-Pocatière 2B0: L'Islet 2C0: L'Islet 2H0: Notre-Dame-du-Rosaire 2J0: Saint-Fabien-de-Panet 2L0: Saint-Louis-de-Gonzague 2M0: Saint-Adalbert 2N0: Saint-Anselme 2P0: Sainte-Apolline-de-Patton 2R0: Saint-Aubert 2S0: Saint-Camille-de-Lellis 2T0: Saint-Charles-de-Bellechasse 2V0: Sainte-Claire 2W0: Saint-Cyrille-de-L'Islet 2X0: Saint-Damase-des-Aulnaies 2Y0: Saint-Damien-de-Buckland 2Z0: Sainte-Euphémie 3A0: Saint-François-de-la-Rivière-du-Sud 3C0: Saint-Gervais 3E0: Saint-Henri-de-Lévis 3G0: Saint-Jean-Port-Joli 3H0: Saint-Just-de-Bretenières 3J0: Saint-Lazare-de-Bellechasse 3K0: Sainte-Louise 3L0: Sainte-Lucie-de-Beauregard 3M0: Saint-Magloire 3N0: Sainte-Malachie 3R0: Saint-Marcel-de-L'Islet 3S0: Saint-Michel-de-Bellechasse 3T0: Saint-Nazaire-de-Dorchester 3V0: Saint-Nérée 3W0: Saint-Onésime 3X0: Saint-Pamphile 3Y0: Saint-Paul-de-Montminy 3Z0: Sainte-Perpétue-de-L'Islet 4A0: Saint-Philémon 4B0: Saint-Pierre-de-la-Rivière-du-Sud 4C0: Saint-Raphaël 4E0: Saint-Roch-des-Aulnaies 4G0: Sainte-Rose-de-Watford 4H0: Sainte-Sabine-de-Bellechasse 4J0: Saint-Vallier 4L0: Standon 4M0: Tourville 4P0: Sainte-Félicité-de-L'Islet 4R0: Saint-Omer-de-L'Islet | G0S Chaudière-Nord 1B0: Saint-Patrice-de-Beaurivage 1G0: Deschaillons-sur-Saint-Laurent 1H0: Dosquet 1J0: Fortierville 1K0: Inverness 1L0: Issoudun 1M0: Joly 1N0: Laurier-Station 1P0: Laurierville 1S0: Lotbinière 1T0: Lourdes 1V0: Lyster 1W0: Saint-Narcisse-de-Beaurivage 1X0: Parisville 1Y0: Saint-Édouard-de-Lotbinière 1Z0: Saint-Agapit 2A0: Sainte-Agathe-de-Lotbinière 2C0: Saint-Antoine-de-Tilly 2E0: Saint-Apollinaire 2G0: Saint-Bernard 2H0: Sainte-Croix 2J0: Saint-Elzéar 2K0: Leclercville 2M0: Saint-Flavien 2N0: Sainte-Françoise-de-Lotbinière 2P0: Saint-Gilles 2R0: Sainte-Hénédine 2S0: Saint-Isidore 2V0: Saint-Joseph-de-Beauce et Saint-Joseph-des-Érables 2W0: Saint-Lambert-de-Lauzon 2X0: Sainte-Marguerite-de-Dorchester 3A0: Saint-Odilon 3C0: Saint-Sylvestre 3E0: Saints-Anges 3G0: Scott 3H0: Val-Alain 3J0: Vallée-Jonction 3K0: Villeroy | G0T Le Fjord 1A0: Baie-Sainte-Catherine 1E0: Forestville 1G0: Les Bergeronnes 1K0: Les Escoumins et Essipit 1L0: Notre-Dame-des-Monts 1P0: Portneuf-sur-Mer 1S0: Saint-Aimé-des-Lacs 1V0: Saint-Irénée 1X0: Saint-Siméon 1Y0: Sacré-Cœur 1Z0: Longue-Rive 2A0: Tadoussac |
| G0V Saguenay-Lac-Saint-Jean-Est 1A0: Alouette 1B0: Bégin 1C0: Falardeau 1G0: Saint-Charles-de-Bourget 1H0: Ferland-et-Boilleau 1J0: L'Anse-Saint-Jean 1L0: Saint-Honoré-de-Chicoutimi 1M0: Saint-Félix-d'Otis 1N0: Petit-Saguenay 1P0: Rivière-Éternité 1S0: Saint-Fulgence 1T0: Sainte-Rose-du-Nord | G0W Saguenay-Lac-Saint-Jean-Ouest 1B0: Saint-Eugène-d'Argentenay et Notre-Dame-de-Lorette 1C0: Mistissini 1E0: Sainte-Jeanne-d'Arc 1G0: Chambord 1H0: Chapais 1K0: Saint-Augustin 1M0: Saint-François-de-Sales 1N0: Desbiens 1P0: Saint-Thomas-Didyme 1R0: Girardville 1T0: Hébertville-Station 1V0: Lac-Bouchette 1X0: Lamarche 1Y0: L'Ascension-de-Notre-Seigneur 1Z0: Larouche 2B0: Saint-Ludger-de-Milot 2G0: Péribonka 2H0: Mashteuiatsh 2K0: Saint-André-du-Lac-Saint-Jean 2L0: Saint-Bruno-du-Lac-Saint-Jean 2M0: Saint-Edmond-les-Plaines 2P0: Saint-Gédéon 2R0: Sainte-Hedwidge-de-Roberval 2S0: Labrecque 2T0: Sainte-Monique-du-Lac-Saint-Jean 2V0: Saint-Nazaire-du-Lac-Saint-Jean 2X0: Taillon 3B0: Obedjiwan 3C0: Oujé-Bougoumou | G0X Mauricie 1A0: Batiscan 1B0: Wôlinak 1C0: Champlain 1E0: Charette 1H0: Grandes-Piles 1J0: Hérouxville 1L0: Shawinigan (Lac-à-la-Tortue) 1M0: Lac-aux-Sables 1N0: Saint-Mathieu-du-Parc 1R0: La Croche 1S0: Lemieux 1V0: Manseau 1W0: Notre-Dame-de-Montauban 2B0: Proulxville 2C0: Trois-Rives 2E0: Saint-Roch-de-Mékinac 2G0: Saint-Adelphe-de-Champlain 2J0: Sainte-Anne-de-la-Pérade 2K0: Saint-Barnabé-Nord 2L0: Saint-Boniface 2M0: Sainte-Cécile-de-Lévrard 2N0: Saint-Élie-de-Caxton 2P0: Saint-Étienne-des-Grès 2R0: Sainte-Geneviève-de-Batiscan 2V0: Shawinigan (Saint-Jean-des-Piles) 2W0: Sainte-Marie-de-Blandford 2X0: Saint-Maurice 2Y0: Saint-Narcisse 2Z0: Saint-Pierre-les-Becquets 3A0: Saint-Prosper 3B0: Saint-Sévère 3C0: Sainte-Sophie-de-Lévrard 3E0: Saint-Stanislas-de-Champlain 3G0: Sainte-Thècle 3H0: Saint-Tite 3J0: Notre-Dame-du-Mont-Carmel 3K0: Saint-Luc-de-Vincennes 3L0: Yamachiche 3M0: Clova 3N0: Lac-Édouard 3P0: Parent 3R0: Wemotaci | G0Y Le Granit 1A0: Audet 1B0: Beaulac-Garthby 1C0: Lac-Drolet 1E0: Milan 1E1: Val-Racine 1G0: Nantes et Marston 1H0: Piopolis 1J0: Sainte-Cécile-de-Whitton 1L0: Saint-Romain 1M0: Saint-Sébastien-de-Frontenac 1N0: Stornoway 1P0: Stratford 1R0: Woburn | G0Z Centre-du-Québec-Nord 1A0: Aston-Jonction 1B0: Saint-Louis-de-Blandford 1C0: Daveluyville et Maddington Falls 1E0: Sainte-Eulalie 1G0: Saint-Samuel 1H0: Saint-Sylvère 1J0: Saint-Wenceslas 1K0: Saint-Rosaire |

## Sources
- Géographie - Trouver de l’information par région ou aire géographique, sur Statistique Canada.
- Google Maps (ici un exemple de recherche avec la région de tri d'acheminement G1E)